# Tumba del soldado desconocido del mundo
La Tumba del soldado desconocido del mundo (en japonés: 世界無名戦士之墓) es el Cenotafio en Ogose, Saitama en Japón. 
El plan de cenotafio fue promovido con Hidekuni Hasebe Vice-representante de la asamblea de la prefectura de Saitama  Y construido en 1953. Cenotafio es para 264 restos y almas de japoneses y para recordar a 2.510.000 soldados muertos de más de 60 países durante la Segunda Guerra Mundial. El servicio conmemorativo, incluye el desfile Shichi-Go-San, el mercado de plantas de jardín y los fuegos artificiales que se producen para el segundo sábado o domingo de mayo de cada año.